# Manifeste du futurisme

Le Manifeste du futurisme a été écrit par Filippo Tommaso Marinetti, l'un des acteurs les plus importants du courant futuriste, et a été publié le 20 février 1909 dans Le Figaro.

## Les mots clefs
Le texte apparaît pour la première fois dans la Gazzetta dell'Emilia de Bologne, le 5 février 1909[1]. 
Quelques jours plus tard, il fut également publié par d'autres journaux italiens :[2]. 
par Il Pungolo di Napoli le 6 février,
par la Gazzetta di Mantova le 8 février[3].
de L'Arena di Verona le 9 février 1909, aux pages 1 et 2[4].
de Il Piccolo à Trieste le 10 février,
de Il Giorno di Roma le 16 février,
et l'hebdomadaire La Tavola rotonda à Naples le 14 février.
Le Manifeste du Futurisme a été ensuite publié  dans Le Figaro, le 20 février 1909, à Paris,  avant d'être traduit en italien dans l'un des derniers numéros de la revue milanaise Poesia. Avec la publication en France, le Manifeste acquiert une pertinence internationale. 

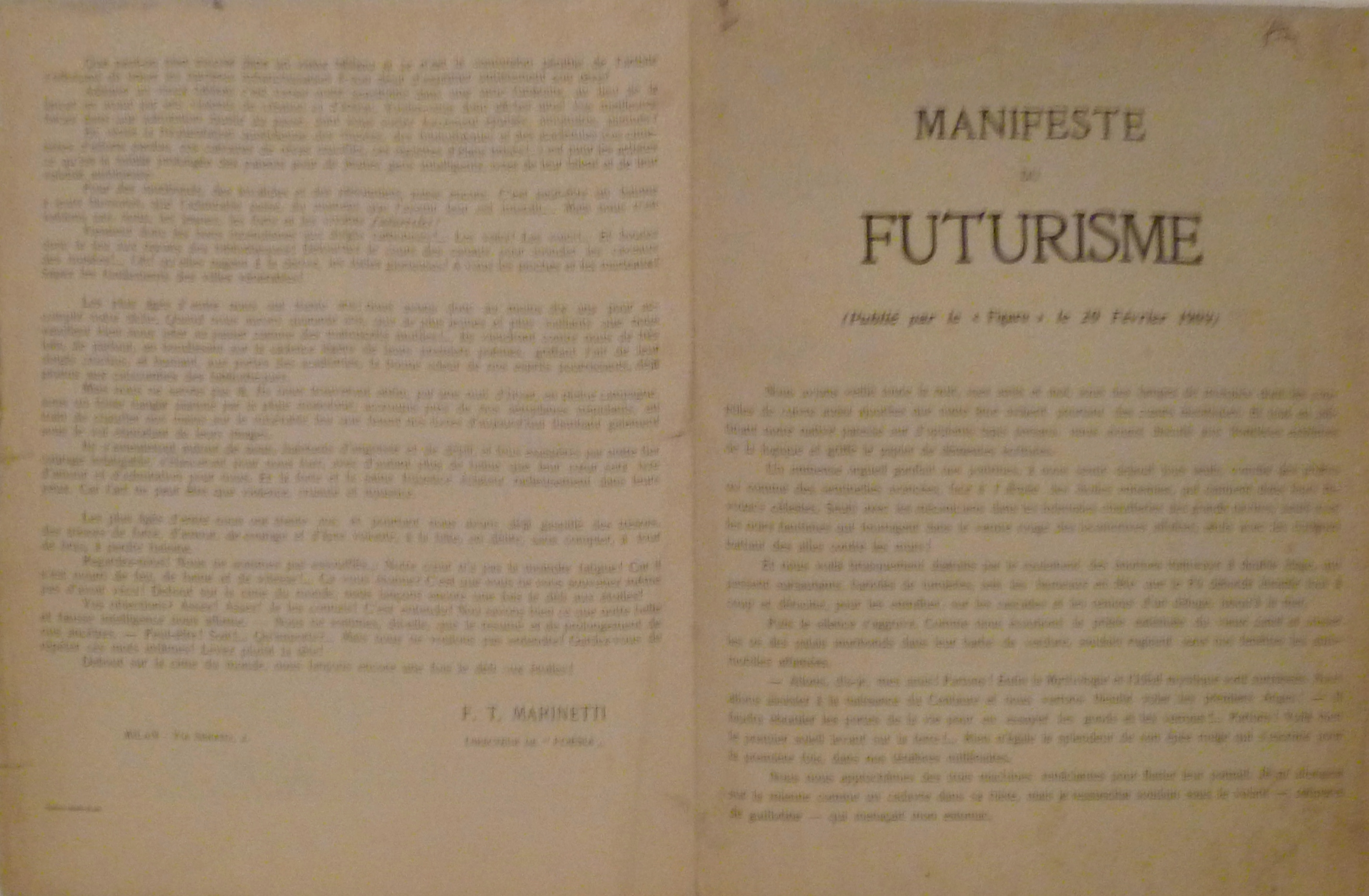
Manifeste du futurisme par Marinetti, dans Le Figaro du 20 février 1909.

Ce manifeste se divise en 11 affirmations suivies d'un texte d'explication. Il contient des mots clefs qui caractérisent le mouvement futuriste.

### Vitesse
La vitesse et les mouvements devaient apparaître dans les multiples œuvres futuristes (cf. art.4). En effet, quand les artistes représentaient un homme en train de marcher ou une voiture lancée à toute vitesse, tous les mouvements devaient être reproduits. Ainsi Umberto Boccioni a-t-il sculpté Formes uniques de la continuité dans l'espace (1913) une sculpture représentant un être humain faisant un pas vers l'avant (ou vers l'avenir). De plus, on peut parler de véritable mythification des moyens de transport (avions, bateaux, trains et surtout voitures) chez les futuristes qui les considéraient comme un symbole agressif de leur mouvement.

### Violence
La violence et l'agressivité se retrouvent explicitement dans le Manifeste du futurisme (cf. art.9). Les artistes souhaitaient en effet résoudre les problèmes de l'époque par la violence, par la guerre. Cette violence se retrouve dans les œuvres futuristes : La Charge des lanciers (1915), une peinture sur toile de Umberto Boccioni illustre bien cet hymne à la violence et à la guerre.
En fait, l’idéologie belliciste de Marinetti n’était pas partagée par les autres futuristes. Leur adhésion à la guerre ne s’est faite que dans le cadre historique du post-Risorgimento qui voulait accomplir la libération de l’Italie du Nord de la domination autrichienne.

### Modernité
La modernité était une source d'inspiration pour les artistes de mouvement qui considéraient que la ville était bien plus belle qu'un paysage naturel. Tous les éléments urbains étaient glorifiés et les usines et les inventions modernes (comme la voiture) étaient représentées pour leur beauté (cf. art.11).

### La fin de l’aura
Marinetti affirme dans son Manifeste l’abolition des anciens paramètres de la beauté que la civilisation européenne avait hérités du monde gréco-latin : « Une automobile de course avec son coffre orné de gros tuyaux tels des serpents à l’haleine explosive […] est plus belle que la Victoire de Samothrace. » Il proclame ainsi la fin de tout art auratique, fondé sur la poésie de l’unique et du lointain, sur l’idéalisation d’une œuvre située au-delà du monde physique.

### Futur
Les futuristes pensaient que le passé n'aidait en rien à construire l'avenir : ils le refusaient donc totalement et partaient du principe que tout ce qui appartenait au passé devait être détruit (cf. art. 10) car pour eux, seul le futur comptait.

## Objectif du manifeste
En écrivant le Manifeste du futurisme, Filippo Tommaso Marinetti a voulu annoncer la naissance du futurisme et en présenter les idées principales. D'emblée, le ton était donné : le mouvement se voulait provocateur et souhaitait créer le scandale. Mais bien plus qu'un mouvement, le futurisme se révéla être une véritable façon de penser et de vivre, ce qui se ressent à la lecture du manifeste. N'oublions toutefois pas que le manifeste expose avant tout une position intellectuelle et que la violence de certains arguments avait d'abord comme objectif de créer la polémique, de « choquer le bourgeois »,,,.